# Cálamis

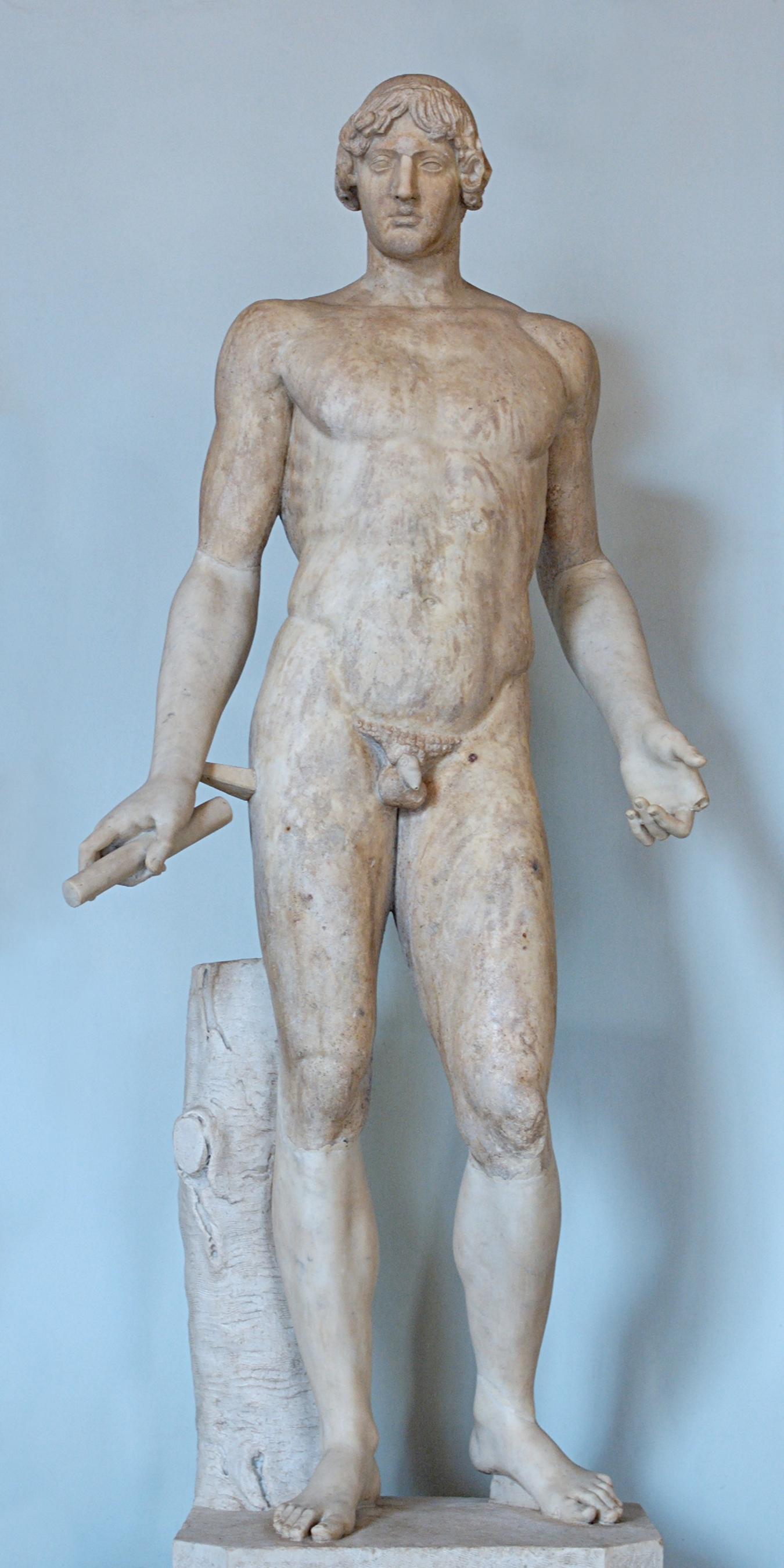
Apolo do Ônfalo, ou Apolo Alexícaco, cópia romana, Museus Capitolinos

Cálamis (em grego: Κάλαμις; romaniz.: Kálamis) foi um escultor grego, ativo na primeira metade do século século V a.C. e seguidor do Estilo Severo. Nasceu provavelmente na Beócia, mas pouco se sabe sobre sua vida.
De acordo com Pausânias, Cálamis foi autor de uma estátua de Zeus Amon, produzida sob encomenda de Píndaro, outra de Hermes Crióforo para a cidade de Tânagra, obra que foi reproduzida em moedas romanas da época [carece de fontes?] e uma estátua de Apolo em Cerâmico.
Sua criação mais ambiciosa foi um Apolo monumental para Apolônia Pôntica, hoje Sozopol. Sua versão de Sosandra foi admirada por Luciano, e pode ter sido copiada pelos romanos como Aspásia. Também foi muito apreciado por suas esculturas de cavalos e seu nome consta em inscrições como sendo o autor do desenho das métopes do Partenon.